# Pep Bonet Bertran
Pep Bonet Bertran (Barcelona, 1941) és un arquitecte i dissenyador industrial català.
Estudia a l'Escola Tècnica Superior d'Arquitectura de Barcelona. Comença la seva activitat professional treballant a l'estudi de l'arquitecte Josep Antoni Coderch. Va ser un dels membres fundadors de l'Studio Per el 1964. El 1972 va fundar, juntament amb Cristian Cirici, Óscar Tusquets, Mireia Riera i Lluís Clotet l'empresa BD Ediciones de diseño, presidint-la fins al 1992.
Professor de projectes a la Facultat d'Arquitectura de Barcelona entre el 1975 i el 1978, també ha impartit classes a la Universitat de Washington i l'Escola Eina de Barcelona entre d'altres. Ha rebut nombrosos premis, d'entre els quals destaquem el Premio Nacional de Restauración el 1980. Ha estat president de l'ADI/FAD (1990-1993). Entre els seus dissenys cal destacar la butaca Tuman (1969), els molls Leina (1987) o la barrera Catenaria (1986), amb la qual va guanyar un premi Delta.